# Nederlandse kampioenschappen schaatsen allround 2017
De Nederlandse kampioenschappen schaatsen allround 2017 voor mannen en vrouwen vonden plaats op 20, 21 en 22 januari in het Thialf-stadion te Heerenveen. Voor de mannen was het de 75e editie, voor de vrouwen de 59e. Tegelijkertijd werden de Nederlandse kampioenschappen schaatsen sprint 2017 afgewerkt op deze baan.

## Programma
| Vrijdag 20 januari                                                      | Zaterdag 21 januari                  | Zondag 22 januari                      |
| ----------------------------------------------------------------------- | ------------------------------------ | -------------------------------------- |
| 500 meter vrouwen 500 meter mannen 3000 meter vrouwen 5000 meter mannen | 1500 meter vrouwen 1500 meter mannen | 10.000 meter mannen 5000 meter vrouwen |

## Mannen

### Afstandmedailles
| Afstand | 1e               | 2e              | 3e              |
| ------- | ---------------- | --------------- | --------------- |
| 500m    | Koen Verweij     | Patrick Roest   | Jan Blokhuijsen |
| 5000m   | Jan Blokhuijsen  | Marcel Bosker   | Patrick Roest   |
| 1500m   | Patrick Roest    | Jan Blokhuijsen | Marcel Bosker   |
| 10.000m | Erik Jan Kooiman | Jan Blokhuijsen | Jos de Vos      |

### Eindklassement
| #      | Schaatser        | 500m          | 5000m        | 1500m        | 10.000m          | Punten  |
| ------ | ---------------- | ------------- | ------------ | ------------ | ---------------- | ------- |
| Goud   | Jan Blokhuijsen  | 36,58 (3)     | 6.20,68 (1)  | 1.47,80 (2)  | 13.12,77 (2)     | 150,219 |
| Zilver | Patrick Roest    | 36,53 (2)     | 6.25,54 (3)  | 1.46,36 (1)  | 13.27,60 (5)     | 150,917 |
| Brons  | Marcel Bosker    | 37,32 (7)     | 6.24,76 (2)  | 1.48,02 (3)  | 13.26,25 (4)     | 152,114 |
| 04     | Jos de Vos       | 38,11 (13)    | 6.28,69 (4)  | 1.49,55 (5)  | 13.19,10 (3) pr  | 153,450 |
| 05     | Thomas Geerdinck | 36,81 (5)     | 6.38,88 (13) | 1.51,31 (8)  | 13.32,722 (7) pr | 154,437 |
| 06     | Willem Hoofwerf  | 38,09 (12)    | 6.32,21 (8)  | 1.50,31 (7)  | 13.29,83 (6) pr  | 154,572 |
| 07     | Chris Huizinga   | 37,36 (8) pr  | 6.31,72 (7)  | 1.49,56 (6)  | 13.59,86 (8) pr  | 155,045 |
| 08     | Erik Jan Kooiman | 40,35 (20) pr | 6.28,87 (5)  | 1.51,75 (11) | 13.07,06 (1)     | 155,840 |
| 09     | Wesly Dijs       | 37,18 (6)     | 6.48,67 (17) | 1.49,31 (4)  |                  | 114,483 |
| 10     | Lex Dijkstra     | 37,93 (11)    | 6.34,18 (11) | 1.51,55 (10) |                  | 114,531 |
| 11     | Arjan Stroetinga | 38,78 (17)    | 6.29,70 (6)  | 1.51,46 (9)  |                  | 114,903 |
| 12     | Evert Hoolwerf   | 39,05 (18)    | 6.33,09 (10) | 1.52,20 (12) |                  | 115,759 |
| 13     | Kars Jansman     | 38,55 (16)    | 6.39,07 (14) | 1.52,31 (14) |                  | 115,893 |
| 14     | Kees Heemskerk   | 37,86 (10)    | 6.46,20 (16) | 1.52,33 (15) |                  | 115,923 |
| 15     | Remco Schouten   | 39,10 (19)    | 6.34,61 (12) | 1.52,75 (17) |                  | 116,144 |
| 16     | Jeroen Janissen  | 38,27 (15)    | 6.44,62 (15) | 1.52,33 (15) |                  | 116,175 |
| 17     | Olof Gerritsen   | 37,57 (9)     | 6.5,28 (19)  | 1.52,25 (13) |                  | 116,714 |
| 18     | Bart Vreugdenhil | 38,17 (14)    | 6.52,70 (18) | 1.55,00 (18) |                  | 117,440 |
|        | Koen Verweij     | 36,45 (1)     | 6.32,76 (9)  | WDR          |                  | 075,726 |
|        | Louis Hollaar    | 36,73 (4)     | DNS          |              |                  | 036,730 |

## Vrouwen

### Afstandmedailles
| Afstand | 1e                  | 2e             | 3e                     |
| ------- | ------------------- | -------------- | ---------------------- |
| 500m    | Jorien ter Mors     | Linda de Vries | Marije Joling          |
| 3000m   | Yvonne Nauta        | Marije Joling  | Melissa Wijfje         |
| 1500m   | Yvonne Nauta        | Marije Joling  | Annouk van der Weijden |
| 5000m   | Carlijn Achtereekte | Yvonne Nauta   | Annouk van der Weijden |

### Eindklassement
| #      | Schaatsster            | 500m          | 3000m           | 1500m           | 5000m       | Punten  |
| ------ | ---------------------- | ------------- | --------------- | --------------- | ----------- | ------- |
| Goud   | Marije Joling          | 39,98 (3)     | 4.07,78 (7)     | 1.58,46 (2)     | 7.06,88 (4) | 163,450 |
| Zilver | Yvonne Nauta           | 40,70 (9)     | 4.06,54 (1)     | 1.58,20 (1)     | 7.05,25 (2) | 163,715 |
| Brons  | Carlijn Achtereekte    | 40,55 (7)     | 4.09,02 (4)     | 1.59,25 (7)     | 7.00,78 (1) | 163,881 |
| 04     | Annouk van der Weijden | 40,11 (4)     | 4.11,65 (8)     | 1.58,62 (3)     | 7.05,49 (3) | 164,140 |
| 05     | Linda de Vries         | 39,68 (2)     | 4.09,79 (5)     | 1.58,70 (5)     | 7.13,11 (6) | 164,188 |
| 06     | Melissa Wijfje         | 40,55 (7)     | 4.08,37 (3)     | 1.58,64 (4)     | 7.13,90 (7) | 164,881 |
| 07     | Jorien Voorhuis        | 40,43 (6)     | 4.11,30 (7)     | 1.58,74 (6)     | 7.14,74 (8) | 165,367 |
| 08     | Reina Anema            | 41,97 (19)    | 4.10,40 (6)     | 2.00,16 (8)     | 7.09,76 (5) | 166,732 |
| 09     | Sanne van der Schaar   | 40,14 (5)     | 4.17,34 (11)    | 2.00,30 (9)     |             | 123,130 |
| 10     | Ineke Dedden           | 41,87 (18)    | 4.15,02 (10)    | 2.00,59 (10) pr |             | 124,569 |
| 11     | Femke Markus           | 41,23 (14)    | 4.18,42 (12)    | 2.01,00 (11) pr |             | 124,633 |
| 12     | Esmee Visser           | 42,26 (20)    | 4.12,42 (9)     | 2.02,49 (12)    |             | 125,160 |
| 13     | Roza Blokker           | 41,76 (17)    | 4.18,95 (13)    | 2.03,74 (14) pr |             | 126,164 |
| 14     | Willemijn Cnossen      | 42,20 (13)    | 4.24,50 (15)    | 2.04,12 (17) pr |             | 126,656 |
| 15     | Miranda Dekker         | 41,08 (11)    | 4.26,55 (16)    | 2.04,04 (16)    |             | 126,851 |
| 16     | Aveline Hijlkema       | 40,95 (10)    | 4.7,99 (17)     | 2.04,03 (15)    |             | 126,958 |
| 17     | Inge Mostert           | 41,67 (16) pr | 4.24,30 (14) pr | 2.05,60 (18)    |             | 127,586 |
| 18     | Annemarie Boer         | 41,44 (15)    | 4.29,36 (18)    | 2.12,84 (19)    |             | 130,613 |
|        | Esther Kiel            | 41,18 (12)    | DSQ             | 2.03,63 (13)    |             | 082,390 |
|        | Jorien ter Mors        | 38,59 (1)     | DNS             |                 |             | 038,590 |